# Synthesis (Evanescence)
Synthesis is het vierde album van de Amerikaanse rockband Evanescence. De meeste liedjes van het album zijn bewerkingen van nummers van vorige albums. Daarnaast bevat het album nieuwe liedjes, zoals Overture, Hi-Lo en Imperfection.

## Nummers
| 1.                 | Overture                                         | 0:57 |
| 2.                 | Never Go Back (van het album Evanescence)        | 4:50 |
| 3.                 | Hi-Lo                                            | 5:07 |
| 4.                 | My Heart Is Broken (van het album Evanescence)   | 4:34 |
| 5.                 | Lacrymosa (van het album The Open Door)          | 3:42 |
| 6.                 | The End of the Dream (van het album Evanescence) | 4:54 |
| 7.                 | Bring Me to Life (van het album Fallen)          | 4:18 |
| 8.                 | Unraveling (Interlude)                           | 1:40 |
| 9.                 | Imaginary (van het album Fallen)                 | 4:03 |
| 10.                | Secret Door (van het album Evanescence)          | 3:48 |
| 11.                | Lithium (van het album The Open Door)            | 4:05 |
| 12.                | Lost in Paradise (van het album Evanescence)     | 4:43 |
| 13.                | Your Star (van het album The Open Door)          | 4:38 |
| 14.                | My Immortal (van het album Fallen)               | 4:25 |
| 15.                | The In-Between (piano solo)                      | 2:11 |
| 16.                | Imperfection                                     | 4:22 |
| Totale duur: 62:17 |                                                  |      |

| Nr. | Titel                                      | Duur |
| --- | ------------------------------------------ | ---- |
| 1.  | From the Inside: The Creation of Synthesis |      |
| 2.  | Synthesis (instrumental album)             |      |
| 3.  | Synthesis (5.1 surround mix)               |      |
| 4.  | Photo gallery                              |      |

## Personeel
Evanescence
- Amy Lee – piano, productie, zang
- Tim McCord – gitaar, toetsen
- Will Hunt – drums
- Troy McLawhorn – gitaar
- Jen Majura – gitaar, theremin

Additioneel personeel
- P. R. Brown – artwork, ontwerp, fotografie
- David Campbell – dirigent, orkestratie
- Will B. Hunt – engineering, productie, programmering, toetsen
- Emily Lazar – mastering
- Ethan Mates – engineering (track 3)
- Lindsey Stirling – viool (track 3)
- Damian Taylor – mixing